# Ahmed do Brunei
Ahmad de Brunei (também conhecido como Awang Pateh Berbai ou Pateh Berbai) foi o segundo sultão de Brunei. Ele era o irmão do primeiro sultão, Muhammad Shah de Brunei. Ele subiu ao trono em 1408 e mudou seu nome para Ahmad. Ele foi sucedido em sua morte por seu genro Sharif Ali.

## Breve vida
Ele foi o primeiro Pengiran Bendahara (Vizir) em Brunei, e mais tarde recebeu o título de Pengiran Bendahara Seri Maharaja Permaisuara. Ele se casou com a irmã mais nova de Ong Sum Ping (também conhecida como Pengiran Maharaja Lela). O sultão Ahmad morreu em 1425, enquanto seus filhos Nakhoda Angging e Nakhoda Sangkalang eram os marajás em Sulu e em Bornéu, respectivamente. Assim, foi sucedido por seu genro, o sultão Seri Ali ou Sharif Ali, o grande sufi Berkat.